# بوبروویسکو
بوبروویسکو (به لهستانی:  Bobrowisko) یک روستا در لهستان است که در گمینا سوواوکی واقع شده‌است.